# Beletage

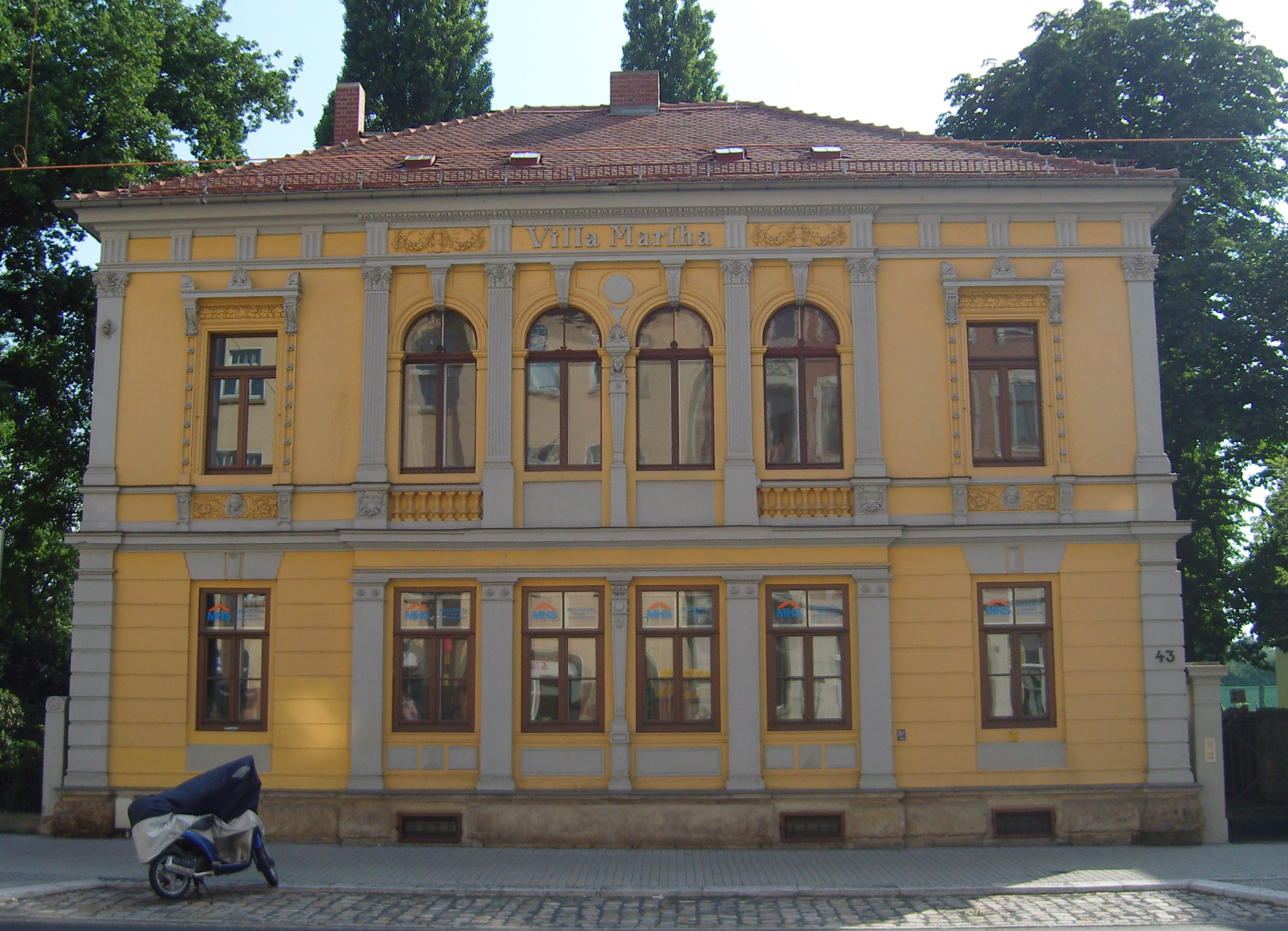
Historistische Villa Martha in Dresden (Neorenaissance) mit Beletage im Obergeschoss aus den 1870er Jahren

Die Beletage (französisch bel étage, das ‚schöne Geschoss‘) war das bevorzugte Geschoss eines adligen oder großbürgerlichen Wohnhauses beziehungsweise die am besten ausgestattete Wohnung. Die italienische Bezeichnung lautet Piano nobile. Beide Formen des Begriffs stammen aus dem 17. Jahrhundert.

## Geschichtliche Entwicklung

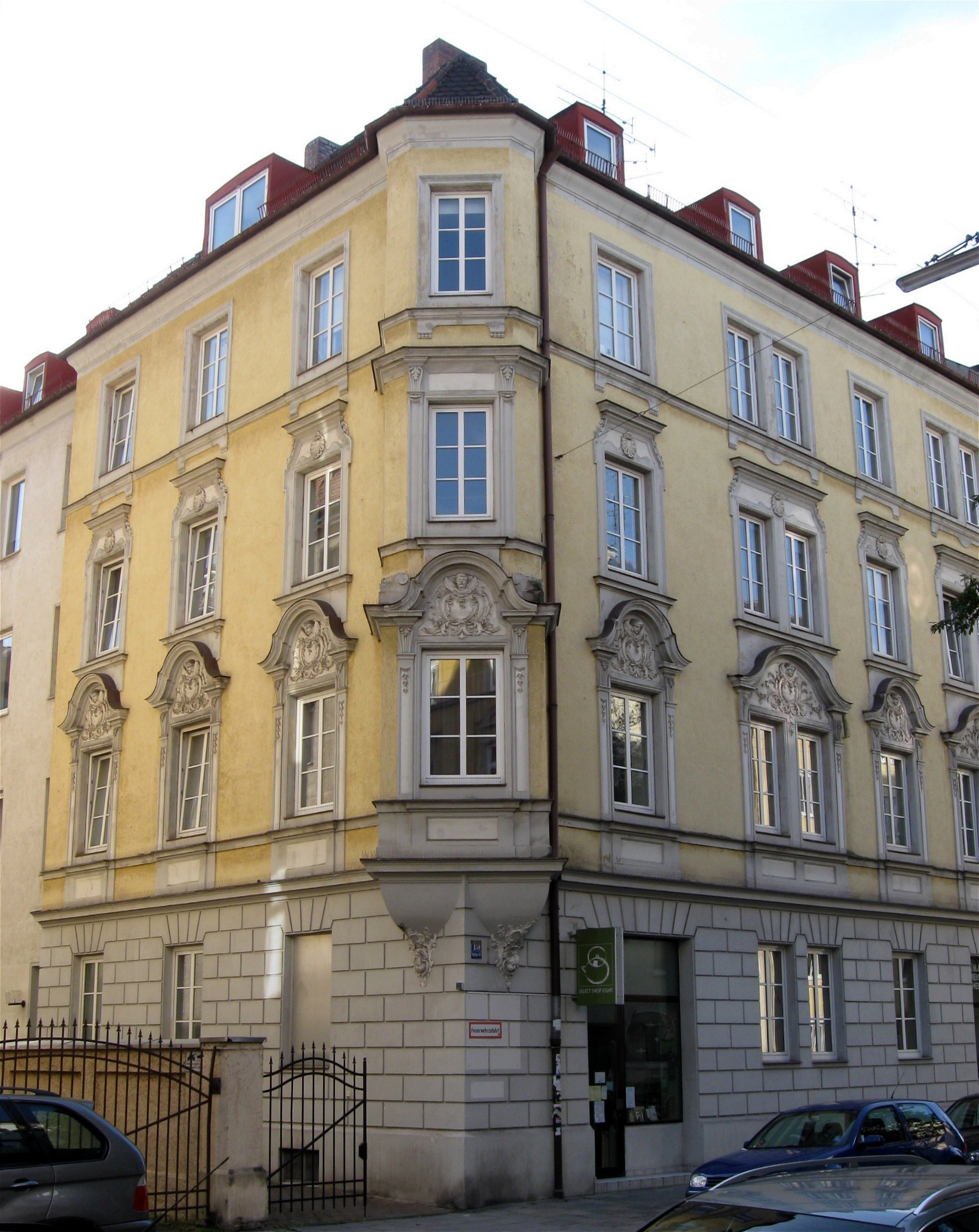
Mietshaus in München mit Betonung der Fenster im 1. Obergeschoss (1879).

Das italienische Piano nobile war in der Regel das erste Obergeschoss, wobei man bei der Zählung auch Tief- und Hochparterre oder ein Mezzanin berücksichtigen muss. Teilweise konnte in Norditalien ein Profanbau auch mehrere Piani nobili aufweisen, die sich nur geringfügig voneinander unterscheiden, wie es beispielsweise beim Palazzo Strozzi in Florenz zu sehen ist.
Schon in mittelalterlichen Bürgerhäusern lagen die Wohnräume im 1. Obergeschoss, während im Erdgeschoss Wirtschaftsräume, Lager und Läden untergebracht waren. In den Stadtpalais der Adligen befanden sich im ersten Obergeschoss die Repräsentationsräume. Im deutschen Schlossbau und im italienischen Stadtpalais befanden sich die Prunkräume ursprünglich im zweiten Obergeschoss. Beispiele dafür sind das Berliner Stadtschloss, die Neue Residenz Bamberg und die Residenz Ellingen. Unter dem Einfluss der französischen Schlossbautradition liegen Prunkräume dann bei jüngeren Bauten ebenfalls in der ersten Etage.
Nach diesem Muster wurden auch gründerzeitliche Villen angelegt, die den Repräsentationsansprüchen des aufstrebenden Bürgertums entsprachen, sowie repräsentative städtische Mietshäuser. Das erste Obergeschoss im Mietshaus zeichnete sich dadurch aus, dass es vom kalten und feuchten Grund des Erdgeschosses und dem Geschehen der Straße entfernt, der Zugang aber über ein häufig repräsentatives Treppenhaus leicht möglich war.
Deshalb hatte das erste Obergeschoss die höchsten Räume und war in der Regel am besten ausgestattet, außen zum Beispiel durch Balkon oder Erker an der Fassade, innen durch Stuckverzierungen an den Decken und gegebenenfalls sogar einen separaten Eingang. Bei aufwendigen Mietsgebäuden sank der Repräsentationsaufwand von der Beletage aufwärts von Stockwerk zu Stockwerk. Das Dachgeschoss – sofern ausgebaut – war wie das Tiefparterre in aller Regel den Hausangestellten vorbehalten.

## Begriffsübertragung
Der Begriff Beletage wird auch metaphorisch verwendet. Im Fußball wird mit Beletage die höchste Spielklasse eines Landes bezeichnet, zum Beispiel die Bundesliga in Deutschland, also die sportlich und finanziell attraktivste Klasse.